# Tharyx fusiformis
Tharyx fusiformis är en ringmaskart som beskrevs av Monro 1939. Tharyx fusiformis ingår i släktet Tharyx och familjen Cirratulidae. Inga underarter finns listade i Catalogue of Life.